# Sigismund Kęstutaitis
Sigismund Kęstutaitis (in lituano Žygimantas I Kęstutaitis, in polacco Zygmunt Kiejstutowicz; 1365 – Trakai, 20 marzo 1440) è stato un sovrano lituano, granduca di Lituania dal 1432 al 1440. Sigismond era il suo nome battesimale; il nome di nascita lituano è sconosciuto. Era il figlio del granduca di Lituania Kęstutis e di sua moglie Birutė.

## Biografia

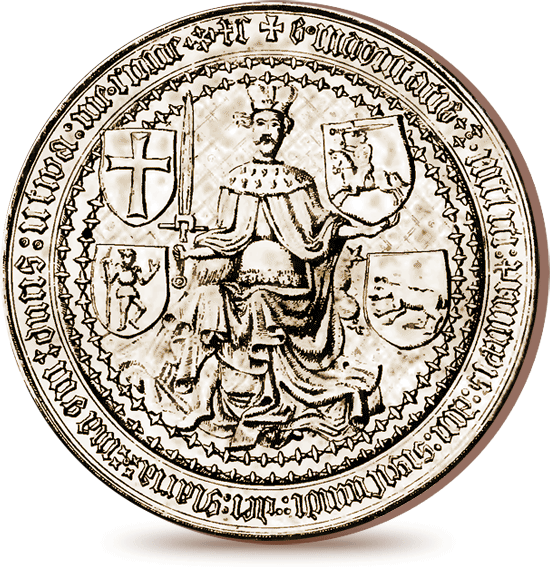
Sigillo granducale

Dopo la morte di suo padre Kęstutis, fu prigioniero di Jogaila dal 1382 al 1384. Sigismond fu battezzato con rito cattolico nel 1383. Nel 1384, fuggì dalla prigionia e si unì a suo fratello Vitoldo il Grande, che si alleò con i Cavalieri teutonici. Quando Vytautas si alleò per la seconda volta con i Cavalieri Teutonici per combattere Skirgaila, Sigismond fu un ostaggio dei Cavalieri Teutonici insieme alla sua famiglia dal 1389 al 1398. Divenne duca di Navahradak (1390-1440) e Starodub nel 1406. Partecipò alle battaglie di Vorskla e Grunwald. Dopo la morte di Vytautas, sostenne suo cugino Švitrigaila nella guerra contro la Polonia, ma in seguito alcuni nobili lo convinsero ad unirsi ad attuare una cospirazione contro di lui.
Il 1º settembre 1432, Sigismond divenne Granduca di Lituania. Firmò l'Unione di Grodno con Jogaila e cedette alcuni territori in Volinia e in Podolia alla Polonia. Tuttavia, Švitrigaila aveva il sostegno di molti nobili ortodossi orientali. Nel 1434, nel tentativo di attirare il sostegno di questi nobili, concesse a loro un privilegio, rendendo i loro diritti uguali a quelli dei nobili cattolici latini. Garantì che nessun nobile, a prescindere dalla religione, poteva essere imprigionato o punito senza un ordine del tribunale. 
L'esercito di Sigismond sconfisse Švitrigaila nella battaglia di Pabaiskas il 1º settembre 1435. L'Ordine livoniano, alleato di Švitrigaila, subì una grave sconfitta. Dopo aver rafforzato le sue posizioni in Lituania, cercò di allentare i suoi legami con la Polonia e negoziò tra il 1438 e il 1440 con Alberto II d'Asburgo per formare un'alleanza anti-polacca, ma fu ucciso dai sostenitori di Švitrigaila (probabilmente guidati da Alexander Czartoryski) nel castello della penisola di Trakai il 20 marzo 1440. Sigismond ebbe un figlio, Mykolas Žygimantaitis, che morì poco prima del 10 febbraio 1452.

## Ascendenza
|                       |   |       | Genitori       |  |  | Nonni     |  |  | Bisnonni |  |
|                       |   |       |                |  |  | Gediminas |  |  | Butvydas |  |
|                       |   |       |                |  |  | Gediminas |  |  | Butvydas |  |
|                       |   | …     |                |  |  | Gediminas |  |  |          |  |
| Kęstutis              |   |       |                |  |  | Gediminas |  |  |          |  |
|                       |   | Jewna | Ivan di Polack |  |  |           |  |  |          |  |
|                       |   | Jewna | Ivan di Polack |  |  |           |  |  |          |  |
|                       |   | Jewna | …              |  |  |           |  |  |          |  |
| Sigismund Ketustaitis |   | Jewna |                |  |  |           |  |  |          |  |
|                       | … | …     |                |  |  |           |  |  |          |  |
|                       | … | …     |                |  |  |           |  |  |          |  |
|                       | … | …     |                |  |  |           |  |  |          |  |
| Birutė                | … |       |                |  |  |           |  |  |          |  |
|                       |   | …     | …              |  |  |           |  |  |          |  |
|                       |   | …     | …              |  |  |           |  |  |          |  |
|                       |   | …     | …              |  |  |           |  |  |          |  |
|                       |   | …     |                |  |  |           |  |  |          |  |